# Thorsten Lorenz
Thorsten Lorenz (* 15. März 1954 in Heidelberg) war Professor für Medienpädagogik an der PH Heidelberg und Leiter des dortigen Audiovisuellen Medienzentrums, sowie Gymnasiallehrer in den Fächern Germanistik, Mathematik, Philosophie und Musikwissenschaft und ferner Produzent, Regisseur, Autor, Moderator, Redakteur verschiedener TV- und Hörfunkkanäle.

## Biographie
Thorsten Lorenz studierte o. g. Fächer an der Albert-Ludwigs-Universität in Freiburg im Breisgau, wo er 1976–1977 sein erstes Staatsexamen absolvierte. Bis 1985 arbeitete er dann als Wissenschaftlicher Mitarbeiter an der Gesamthochschule in Essen im Germanistischen Seminar. 1985 erlangte er an der Universität Freiburg die Doktorwürde in Germanistik (Literaturwissenschaft) mit dem Prädikat summa cum laude.
In den Folgejahren arbeitete er dann beim Südwestfunk Baden-Baden im Fernseh-Bildungsprogramm als Redakteur, Drehbuchautor, Regisseur und Moderator in den Sendungen Telekolleg Deutsch, Schulfernsehen Musik, Schulfernsehen Geschichte und Schulfernsehen Recht, bis er 1990 bei ARD und ZDF als freier Autor, Regisseur, Moderator tätig werden konnte. Unter anderem moderierte er hier das Kulturmagazin BIZZ und den Kulturreport. 1992 kehrte er dann zurück zum Südwestfunk als Redakteur für Musik und ab 1994 als leitender Redakteur für Musik. 1996 erhielt er dann eine C4-Professur für Medienpädagogik an der PH in Heidelberg, wo er von 2000 bis 2016 das Medienzentrum leitete. Seit 2002 ist er außerdem Jury-Mitglied des Rolf-Hans Müller Preises für Filmmusik.

## Bibliographie
- Thorsten Lorenz: Wissen ist Medium. Die Philosophie des Kino. München 1988
- Thorsten Lorenz und A. Abele (Hrsg.): Pädagogik als Verantwortung. Zur Aktualität eines unmodernen Begriffs. Beltz · Deutscher Studien Verlag, Weinheim 1988.
- Thorsten Lorenz: IQ-TV. Lernen mit Fernsehen – Aspekte der Zukunft. Südwestfunk Media GmbH, Baden-Baden 1998
- Thorsten Lorenz, W. Steinig und W. Wölfing (Hrsg.): Die Medien-Macher. Programme, Produzenten und Medienpolitik in Deutschland. Beltz Wissenschaft, Weinheim 2001

## Filmographie
Lorenz war sowohl als Regisseur, als auch als Drehbuchschreiber aktiv.

### Regisseur
- Der musikalische Einschlag. Der Schlager bis 1945, SWF 1989
- „Die Stimme seines Herrn“. Die Geschichte der musikalischen Reproduktion, SWF 1990
- Roll on ... in die 90er. Rock von 1976 bis heute, SWF 1990
- Die Säulen des Grundgesetzes. Das Grundgesetz der Bundesrepublik Deutschland, SWF 1990
- Hilfe, ich werde jünger. Die Relativitätstheorie Albert Einsteins, SWF 1992
- Kinoarchitektur in Basel, SWF 1991
- Bombenwetter. Die meteorologische Kriegsführung, ZDF 1991
- In Kur und Moll. Kurorchester: Vom Niedergang eines Musikgewerbes, SWF 1991
- Opernpremiere „Arianna in Creta“ in Karlsruhe, EA SWF 1991
- Ruth Berghaus und ihre Inszenierung der Oper "Aufstieg und Fall der Stadt Mahagonny" an der Stuttgarter Staatsoper, SWF 1992
- Porträt des Starinterviewers André Müller, SWF 1992 (ARD-Kulturreport)
- Salto musicale. Vom Glanz und Niedergang der Zirkusmusik, SWF 1993 (EA ARD 1993)

### Drehbuchautor
- Mündlichkeit/Schriftlichkeit, Koautor: Frank Haase, SWF/WDR/BR 1987
- Der journalistische Kommentar, Koautorin: Sabina Kienlechner, SWF/WDR/BR 1987
- Der große Unbekannte. Trivialliteratur, SWF/WDR/BR 1987
- Zeichen und Wunder. Comix, SWF/WDR/BR 1987
- Literatur und Musik, Koautorin: Sabina Kienlechner, SWF/WDR/BR 1987
- Der tote Buchstabe. Literaturinterpretation, SWF/WDR/BR 1987
- Heimat oder Heino? Die Geschichte des deutschen Volkslieds, Koautor: Wolfgang Scherer, SWF/WDR 1989
- Klang-Welten. Der Einfluß der außereuropäischen Musik auf die europäische Kunstmusik, SWF 1989
- Die Moderne in der Klassik, Koautor: Stephan Hoffmann, SWF 1989
- Kraut und Rüben ... Der Volkston in der Kunstmusik, Koautor: Frank Haase, SWF 1989
- Recht so! Recht-Sitte-Moral / Einführung in den Rechtsverkehr 1, SWF 1990
- Alles beschränkt! Teilnahme am Rechtsverkehr, Koautor: Frank Haase, SWF 1990
- Musik zum Weghören? Die alltägliche Berieselung, Koautor: Wolfgang Scherer, EA SWF 1989
- Die Geschichte der musikalischen Reproduktion, Koautor: Stephan Hoffmann, SWF 1989
- Singen im Maschinenlärm. Die Gattungen des Volkslieds, EA SWF/WDR 1989
- Hilfe, ich werde jünger. Die Relativitätstheorie Albert Einsteins, SWF 1992
- Der musikalische Einschlag. Der Schlager bis 1945, SWF 1989
- Du und da, dubida. Der Schlager von 1945 bis heute, SWF 1989
- Bombenwetter. Die meteorologische Kriegsführung, ZDF 1990
- In Kur und Moll. Kurorchester: Vom Niedergang eines Musikgewerbes, SWF 1991
- Kinoarchitektur in Basel, SWF 1991
- MOZ-ART. Das Leben des Musikus W.A. Mozart in Salzburg, Degn-Produktion im Auftrag der Stiftung Mozarteum Salzburg 1990
- Opernpremiere „Arianna in Creta“ in Karlsruhe, EA SWF 1991
- Opern-Premiere „Aufstieg und Fall der Stadt Mahagonny“, Regie Ruth Berghaus, EA SWF 1992
- Porträt des Starinterviewers André Müller, EA SWF 1992
- Salto musicale. Vom Glanz und Niedergang der Zirkusmusik, SWF 1993

Auch als Moderator, Redakteur und Produzent war Lorenz hauptsächlich beim Südwestfunk tätig. Einen Überblick findet sich auf seiner Homepage.